# Бевърли (Ню Джърси)
Вижте пояснителната страница за други значения на Бевърли.
Бевърли (на английски: Beverly) е град в окръг Бърлингтън, Ню Джърси, Съединени американски щати. Разположен е на левия бряг на река Делауеър. Населението му е 2504 души (по приблизителна оценка от 2017 г.). Градът е основан на 5 март 1850 година.
В Бевърли е роден писателят Абрахам Мерит (1884 – 1943).